# Пашино (Красноярский край)
Пашино — посёлок в Мотыгинском районе Красноярского края России. Входит в состав Рыбинского сельсовета.

## География
Посёлок находится в южной части района, на левом берегу реки Ангара, вблизи места впадения в неё реки Пашиной, на расстоянии приблизительно 6 километров (по прямой) к юго-юго-западу (SSW) от посёлка городского типа Мотыгино, административного центра района. Абсолютная высота — 116 метров над уровнем моря.
Климат
Климат характеризуется как резко континентальный, с морозной продолжительной зимой. Средняя температура самого тёплого месяца (июля) составляет 25 — 26 °С (абсолютный максимум — 38 °С). Средняя температура самого холодного месяца (января) — −26 — −28 °С (абсолютный минимум — −53 °С). В течение года атмосферные осадки выпадают неравномерно. В тёплый период года (с апреля по октябрь) выпадает около 70-80 % осадков.
Часовой пояс
Посёлок Пашино находится в часовой зоне МСК+4. Смещение применяемого времени относительно UTC составляет +7:00.

## История
Основано в 1725 году. По данным 1926 года в населённом пункте имелось 54 хозяйства и проживало 266 человек (134 мужчины и 132 женщины). В национальном составе населения того периода преобладали русские. В административном отношении являлась центром Пашинского сельсовета Богучанского района Канского округа Сибирского края.

## Население
| 2010 |
| ---- |
| 40   |

Гендерный состав
По данным Всероссийской переписи населения 2010 года в гендерной структуре населения мужчины составляли 62,5 %, женщины — соответственно 37,5 %.
Национальный состав
Согласно результатам переписи 2002 года, в национальной структуре населения русские составляли 95 % из 88 чел.

## Улицы
Уличная сеть посёлка состоит из двух улиц:
- ул. Ангарская
- ул. Октябрьская